# Famille de Roussillon
Pour les articles homonymes, voir Rossillon (homonymie).
Ne doit pas être confondu avec les comtes de Roussillon, en Roussillon (géographie), ou les familles de Rossillon (Pays baltes) de Rossillon (Gex/Genevois).
La famille de Roussillon, parfois sous la forme Rossillon, est une famille noble, originaire du Dauphiné. Apparition dans les documents vers les XIe et XIIe siècles, la famille qui possède Roussillon et Annonay, près de Vienne, s'implante tant dans le Dauphiné que les régions environnantes du Vivarais, du Lyonnais et du Forez.

## Héraldique
| Armes des Roussillon | Les armes de la famille de Roussillon se blasonnent ainsi : D'or, à l'aigle éployé de gueules. Alias : De gueules, à l'aigle d'argent. |

La branche de Roussillon-Annonay prend les armes des Annonay, apportées par mariage de la dernière héritière de la maison, selon Rivoire de La Bâtie (1867). Elle portait : Echiqueté d'argent et d'azur ; à la bordure de gueules.

À propos de la famille d'Annonay, Vachez (1895) reprend à son compte l'affirmation d'Alfred de Terrebasse (1875) selon laquelle « Il y avait des seigneurs d'Annonay , mais jamais il n'y a eu famille de ce nom ».

## Histoire

### Origines et premiers seigneurs
Les origines de la famille ne sont pas connues sujet sur lequel s'accorde les auteurs du XIXe siècle. Ces premiers membres semblent apparaître au cours des XIe et XIIe siècles. La famille porte le nom du bourg de Roussillon, situé à proximité de Vienne, dans le Dauphiné. Il existe d'autres familles portant ce patronyme dans la région, en Dauphiné, en Bugey ou encore en Provence.
Certains auteurs ont voulu rattacher le comte Gérard II de Paris dit de Vienne ou de Roussillon à cette famille. Ce dernier est cependant mort sans postérité.
Antoine Vachez, auteur d'une Recherches historiques et généalogiques sur les Roussillon-Annonay (1895-1896), indique que le premier membre de cette famille serait « Gérard de Roussillon, gouverneur de Vienne, vers l'an 1045 et mort en 1050 », s'appuyant sur une épitaphe produite par Nicolas Chorier, puis Claude Charvet (1761).
À sa suite, sans que l'on ne connaisse les liens de parenté, un Artaud de Roussillon est témoin dans un acte de l'année 1079. Il semble le même à l'origine d'une donation au prieuré de Saint-Sauveur-en-Rue, vers 1095,,, situé aux confins du Velay, du Vivarais et du Dauphiné. Cet acte s'ajoute aux nombreuses donations faites au prieuré, selon le Cartulaire, et font suite à la bénédiction de l'abbaye de la Chaise-Dieu, duquel relève le prieuré, par le pape Urbain II, en 1095.
Un troisième nom apparaît dans les chroniques, un certain Guillaume de Roussillon, probablement fils d'Artaud, et père de Gérard de Roussillon, qui serait celui qui aurait mené les Dauphinois lors de la Première croisade. Gustave de Rivoire de La Bâtie mentionne ce « Gérard, fils d'un autre Gérard, seigneur de Roussillon ». Toutefois, ce croisé semble être confondu avec Gérard, comte de Roussillon. Ainsi l'Annuaire de la noblesse de France et des maisons souveraines (1885) rapporte que « Des généalogistes citent au nombre de ses premiers ascendants Gérard de Roussillon, qui aurait conduit les gentilshommes dauphinois en Palestine à la première croise. Mais il est à croire qu'ils se sont trompés , et que ce Gérard n'est autre que le célèbre Gérard, comte de Roussillon, qui prit la croix avec Raymond, comte de Toulouse… »
Les auteurs de cet annuaire mentionnent comme premier membre Artaud [II], seigneur de Roussillon et Annonay dans l'entourage du dauphin André Dauphin (Guigues-André), en 1204. Vachez indique, sans preuves, que cet Artaud [II] serait le fils d'Artaud [I],.

### Artaud [III] de Roussillon
Artaud [III] (v. 1206-1228) est seigneur de Roussillon, d'Anjou, de Montbreton, de Peyraud et d'autres terres dans la région (Artaudus de Rosilo, Arthaudum de Rossillon),. Il accroit ses fiefs à la suite de son mariage avec Alix de Glenne (de Glana), unique héritière de Ponce de Glenne, en obtenant les seigneuries de Riverie, Dargoire et de Châteauneuf, en Lyonnais,.
Il serait à l'origine d'un serment et d'une remise de son château à l’Église, le 2 juillet 1209, auprès du légat Milon (Miloni apostolicæ sedis legato),, selon le site de généalogie Foundation for Medieval Genealogy. Cependant l'étude de l'historien Jacques Paul mentionne comme lieu Roussillon en Vaucluse et non en Dauphiné.

### Aymar de Roussillon
Aymar de Roussillon (v. 1236-1271) est la première personnalité présentée par Vachez, qui le dit issu de la branche aînée, sans que l'on ne connaisse ses parents. En 1236, il rend hommage au comte de Forez, Guigues IV, pour sa seigneurie d'Annonay ainsi que les châteaux d'Ay et de Quintenas. Il teste le 6 juin 1271 en faveur de son cousin (consanguineus) Guillaume de Roussillon. Les exécuteurs testamentaires sont l'archevêque de Vienne, Guy d'Auvergne de Clermont, l'évêque du Puy, Guillaume de La Roue, et l'abbé de Saint-Pierre de Vienne, Guillaume. Certains auteurs ont pu considérer que Guillaume était son fils, son petit-fils ou encore son frère.

### Disparition de la branche aînée
Le 14 mai 1338, Aynard/Aymar de Roussillon-Annonay (mort après 1365) épouse en secondes noces Béatrix de Roussillon-Anjou,. Alix, leur fille, est mariée, le 21 mai 1350, à Humbert VII de Thoire,,.
Aynard/Aymar de Roussillon teste le 10 mars 1364 en faveur de sa fille et par substitution de son gendre, qui obtiennent les terres de Roussillon, Annonay et Riverie. Alix, dans son testament du 22 février 1366, donne le château d'Annonay, de la baronnie de Riverie, et le château de Miribel à son mari.
À sa mort, en 1367, la branche aînée s'éteint,. Humbert VII de Thoire hérite de sa femme du titre de seigneur de Roussillon et d'Annonay. Il transmettra cet héritage à sa troisième épouse, Isabelle (Isabeau) d'Harcourt, fille du comte Jean VI, qui par testament, le léguera à Charles de Bourbon, comte de Forez, daté de novembre 1441,. Elle mourra en 1443.

## Possessions
Au cours des périodes, ses membres ont possédé les terres et seigneuries de :
- Dauphiné : Roussillon, Anjou (Anjo), Montbreton (château de Montbreton), Tullins, Rives, Jarcieux, Surieux, Brangues (Château de Brangues), Le Bouchage, Morestel, etc.
- Vivarais : Annonay, Peyraud, Serrières, Ay et Quintenas ;
- Lyonnais : Rivery/Riverie, L'Aubépin, Dargoire et Châteauneuf ;
- Forez : Veauche, Nervieux, Miribel et Foris.

## Branches
Gustave de Rivoire de La Bâtie donne cinq branches au lignage :
- seigneurs de Roussillon, d'Anjou (Anjo), Annonay, Serrières et Rivery/Riverie, éteinte au XIVe siècle[2],[6] ;
  - Roussillon-Annonay[2] ;
- seigneurs d'Anjou, passe aux Miolans en 1429[22] ;
- seigneurs de Serrières, Serre, Rives, Sablon et Montbreton, héritière des terres de Tullins, éteinte au début du XIVe siècle[22] ;
- seigneurs du Bouchage et de Brangues (Château de Brangues), éteinte au XIVe siècle[22] ;
- seigneurs du Bouchage et de Brangues (Château de Brangues), issue de la précédente, éteinte au XVe siècle[22].

## Personnalités
- Guillaume de Roussillon, seigneur d'Annonay, croisé (1275)[2].

Plusieurs personnalités religieuses :
- Cinq chanoines-comtes de Lyon : Guy (1244 ou 1252) ; Guillaume (1296, voir ci-après) ; Guillaume (1371 ?) ; Amédée (1395) et Adhémar (1405)[23]
- Aymar/Adhémar de Roussillon, frère de Guillaume (cf. ci-dessus), grand prieur de Cluny, archevêque de Lyon (1273-1283)[5].
- Amédée de Roussillon, frère du précédent, abbé de Savigny (1272-1274), évêque de Valence (1275-1281)[24].
- Guillaume de Roussillon, chanoine-comte de Lyon, abbé de Saint-Félix de Valence (…), évêque de Valence (1297-1331).
- Jean de Roussillon († 1358), frère du précédent, prieur de Saint-Claude de Salaise-sur-Sanne (1328-1358)[5],[17]. Toutefois, on retrouve un Jean II de Roussillon, abbé de Saint-Claude (1328-1348)[25].
- Guy Ier de Roussillon-Bouchage, évêque d'Avignon (1411-1415)[5].
- Guy III de Roussillon-Bouchage, évêque d'Avignon (1422-1432)[5].

### Fonds d'archives
- Fonds des familles de Roussillon, de Batarnay, de Gratet du Bouchage (1306-1817).  Cote : 40 J. Grenoble : Archives départementales de l'Isère (présentation en ligne)..